# Robert Lansing
Robert Lansing, född 17 oktober 1864 i Watertown, New York, död 30 oktober 1928 i New York, var en amerikansk demokratisk politiker och advokat.

## Biografi
Robert Lansing utexaminerades 1886 från Amherst College och inledde 1889 sin karriär som advokat i advokatbyrån Lansing & Lansing i Watertown. Han blev en känd expert i internationell rätt. Han företrädde USA 1903 inför tribunalen som fastställde Alaskas gränser.
Lansing tjänstgjorde som USA:s utrikesminister under president Woodrow Wilson 1915–1920. Han förhandlade för USA:s del 1917 Lansing-Ishii-överenskommelsen med Japan. Motparten var Japans speciella sändebud Ishii Kikujiro. Lansing ansåg inte att Nationernas förbund var nödvändigt för fredsfördraget efter första världskriget. Wilson var av annan åsikt och Lansing avgick på presidentens begäran. Efter tiden som utrikesminister arbetade han som advokat i New York.
Lansing var gift med Eleanor Foster, dotter till John W. Foster.